# Holoarctia steitei
Holoarctia steitei är en fjärilsart som beskrevs av Johannes Karl Max Röber 1930. Holoarctia steitei ingår i släktet Holoarctia och familjen björnspinnare. Inga underarter finns listade i Catalogue of Life.